# Гексахлороренит калия
Гексахлороренит калия — неорганическое соединение, комплексная соль, хлориды металлов калия и рения с формулой K2[ReCl6],
желтовато-зелёные кристаллы,
гидролизуется в водных растворах.

## Получение
- Восстановление перрената калия иодидом калия в концентрированной соляной кислоте:

{\displaystyle {\mathsf {2KReO_{4}+6KI+16HCl\ {\xrightarrow {}}\ 2K_{2}[ReCl_{6}]+4KCl+3I_{2}+8H_{2}O}}}
- Действие соляной кислоты на смесь хлорида калия с оксидом рения(VI):

{\displaystyle {\mathsf {ReO_{2}+2KCl+4HCl\ {\xrightarrow {}}\ K_{2}[ReCl_{6}]+2H_{2}O}}}
- Сплавление рения с хлоридом калия в токе хлора:

{\displaystyle {\mathsf {Re+2KCl+2Cl_{2}\ {\xrightarrow {T}}\ K_{2}[ReCl_{6}]}}}
- Нагревание хлорида рения(III) или хлорида рения(V) с хлоридом калия:

{\displaystyle {\mathsf {4ReCl_{3}+18KCl\ {\xrightarrow {T}}\ 9K_{2}[ReCl_{6}]+3Re}}}
{\displaystyle {\mathsf {2ReCl_{5}+4KCl\ {\xrightarrow {T}}\ 2K_{2}[ReCl_{6}]+Cl_{2}}}}

## Физические свойства
Гексахлороренит калия образует желтовато-зелёные кристаллы
кубической сингонии,
пространственная группа F m3m,
параметры ячейки a = 0,9881 нм, Z = 4.
Перегоняется при 1100°С без разложения.

## Химические свойства
- Гидролизуется в нейтральных растворах:

{\displaystyle {\mathsf {K_{2}[ReCl_{6}]+2H_{2}O\ {\xrightarrow {}}\ ReO_{2}\downarrow +2KCl+4HCl}}}
- Диспропорционирует в щелочных растворах.